# Малу (Яломіца)
Малу (рум. Malu) — село у повіті Яломіца в Румунії. Входить до складу комуни Сфинту-Георге.
Село розташоване на відстані 62 км на північний схід від Бухареста, 43 км на захід від Слобозії, 128 км на південний захід від Галаца, 146 км на південний схід від Брашова.

## Населення
За даними перепису населення 2002 року у селі проживали 430 осіб, усі — румуни. Усі жителі села рідною мовою назвали румунську.